# بابلو إنشنيكي
بابلو إنشنيكي (من مواليد 28 أغسطس 1978) هو عالم فيزيائي وسياسي إسباني مولود في الأرجنتين.
جاء إلى إسبانيا في سن 13 ليعيش في سرقسطة وكان يعاني من ضمور عضلي في العمود الفقري. تم انتخاب إنشنيكي عضوًا في مجلس النواب في الانتخابات العامة الإسبانية في أبريل 2019 إلى جانب الحزب السياسي اليساري بوديموس. سابقًا كان إنشنيكي أحد أعضاء البرلمان الأوروبي الخمسة الذين انتخبهم بوديموس في انتخابات البرلمان الأوروبي لعام 2014، وكان عضوًا في كونغريس أراغونيس بين عامي 2015 و2017.
كعالم، يشغل منصبًا في المجلس الوطني الإسباني للبحوث في سرقسطة.
في أكتوبر 2020 تم تغريمه 11،040 يورو بسبب التوظيف غير المنتظم لمساعده. في نوفمبر 2020 تم تغريمه 80 ألف يورو لقوله إن الرجل الذي قُتل عام 1985 كان مغتصبًا.